# Money time

En basket-ball ou en handball, le money time (« la période qui rapporte gros », « le moment où tout se joue ») est la période pendant laquelle la possession du ballon devient cruciale et où les joueurs vedettes sont censés faire des prouesses. Il s'agit en général des dernières minutes de jeu ou parfois du dernier quart-temps, où chaque passe réussie, chaque panier ou but marqué peut être décisif pour passer définitivement devant l'équipe adverse.
L'expression, qui n'est pas utilisée dans les pays anglophones, a été introduite en France par George Eddy, commentateur sportif franco-américain pour Canal plus et Eurosport, en commentant à la télévision les matchs de la NBA. Elle s’est étendue au tennis et au football. Au tennis, elle concurrence le « septième jeu » ; au football, elle peut s'employer pour le « but en or » qui arrête net les prolongations.